# 弗谢沃洛德·伊凡诺维奇·罗伯罗夫斯基

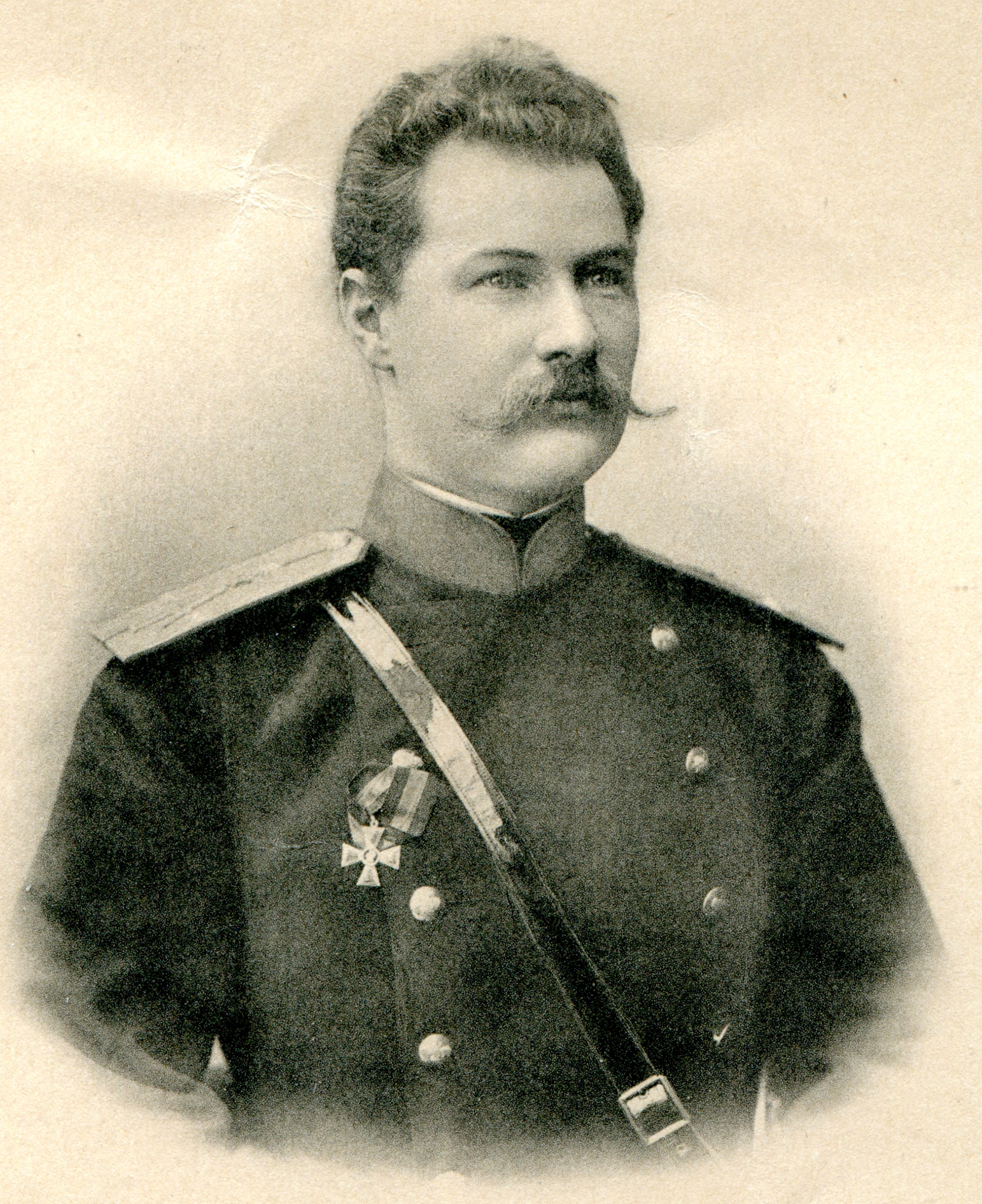
弗谢沃洛德·伊凡诺维奇·罗伯罗夫斯基

弗谢沃洛德·伊凡诺维奇·罗伯罗夫斯基 （1856年4月26日—1910年7月23日）是俄罗斯帝國中亚地区的一位军官、探险家、艺术家和自然历史標本收藏家。他生前收集了許多标本，後來有几个物種的學名以他的名字命名，例如小毛足鼠、 藏雀。